# Tasov (tvrz)
Tasov (též Hrádek) je zřícenina tvrze na jihovýchodním okraji Tasova v okrese Žďár nad Sázavou. Její zbytky jsou chráněny jako kulturní památka České republiky.

## Historie
Nejstarším panským sídlem v Tasově býval panský dvorec, který nejspíše stával u zaniklého románského kostela zaniklého koncem osmnáctého století. Na jihovýchodním okraji vsi ve čtrnáctém století vznikla tvrz. Existence dvou kostelů a panských sídel ve vsi dokládá starobylé rozdělení městečka mezi různé větve rodu Tasovců, jejichž předkem byl Záviš připomínaný roku 1233. Dalším tasovským panským sídlem se ve třináctém století stal hrad Tassenberg. Členy tasovského rodu byli ve třináctém století Mladota (1234), Budiš (1240–1245), Bohuše (1237–1259), Viktor (1245), Drahoslav a Unka (1256) nebo Znata (1256–1281).
Založení tvrze je spojeno s potomky Tase z Tassenberku připomínaného roku 1392, kteří se rozdělili o dědictví. Jejím stavitelem byl buď Jan († 1354) nebo jeho syn Tas, který potřeboval nové sídlo, protože část Tasova s hradem koupil roku 1366 Jan z Meziříčí. První písemná zmínka o tvrzi pochází z roku 1390. V roce 1447 tvrz koupil Zikmund z Chlévského, jehož potomkům patřila do roku 1559. Tehdy už byla pustá, ale patřilo k ní několik dvorů, které získal Jan Martinkovský z Rozseče. Nalezené zlomky keramiky datují zánik tvrze do patnáctého století.

## Stavební podoba
Tvrziště se nachází na výběžku planiny, který převyšuje dno přilehlého údolí asi o dvanáct metrů. Od planiny ji odděluje šestnáct metrů široký a pět metrů hluboký příkop a další příkop tvrziště vymezuje na klesajícím konci výběžku. Je vytesán ve skále a protéká jím drobný potok. Tvrziště má lichoběžníkový půdorys s rozměry 23 × 31–39 metrů. Výběžek, který z půdorysu vystupuje, je nejspíše pozůstatkem brány. V jeho sousedství se nachází prohlubeň po nějaké budově. Dochované zdivo je fragmentem obytné věže s půdorysem o rozměrech 9 × 9 metrů. Zdivo je dva metry silné. V interiéru jsou patrné stopy po valeně zaklenuté místnosti a 0,7 metru široké schodišťové chodbě do prvního patra. Na severovýchodní vnější straně jsou kapsy po trámech, které nesly ochoz.